# Bělá nad Radbuzou
Pour les articles homonymes, voir Bělá.
Bělá nad Radbuzou (en allemand : Weißensulz) est une ville du district de Domažlice, dans la région de Plzeň, en Tchéquie. Sa population s'élevait à 1 731 habitants en 2022.

## Géographie
Bělá nad Radbuzou est arrosée par la rivière Radbuza et se trouve à 23 km au nord-ouest de Domažlice, à 51 km à l'ouest-sud-ouest de Plzeň et à 135 km à l'ouest-sud-ouest de Prague.
La commune est limitée par Třemešné au nord, par Stráž et Hostouň à l'est, par Mutěnín et Rybník au sud, et par l'Allemagne à l'ouest.

## Histoire
La première mention écrite de la localité date de 1121.

## Patrimoine
Le pont de pierre qui franchit la Radbuza fut construit de 1703 à 1723 sur la proposition d'Anna Marie Terezie Metternich, seigneur de Bělá. Il remplaça un pont en bois. Le pont compte huit arches et six piliers. Chaque pilier est surmonté par la statue d'un saint. Il est ouvert seulement à la circulation des piétons et des cyclistes.

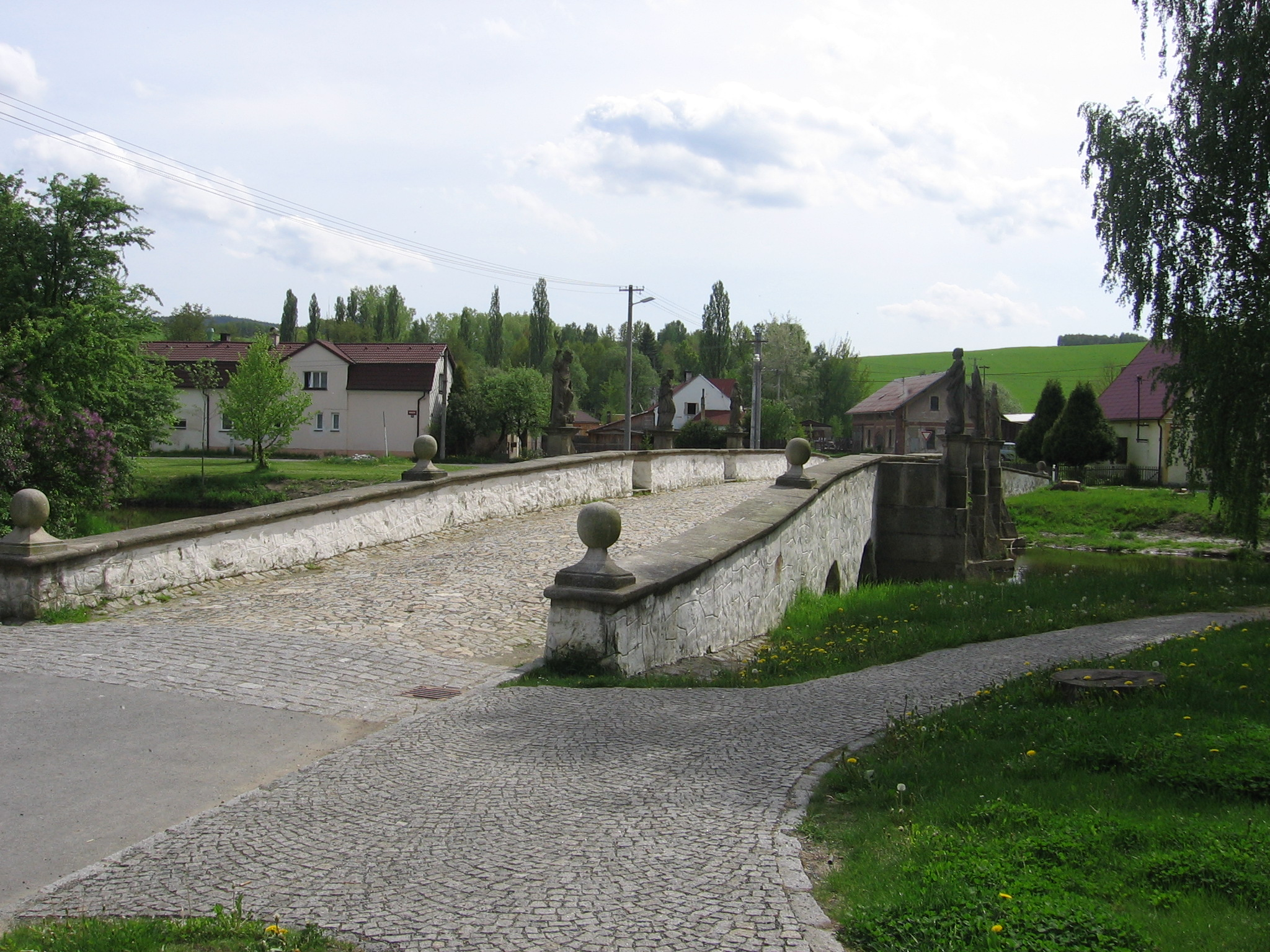
Pont sur la rivière Radbuza.
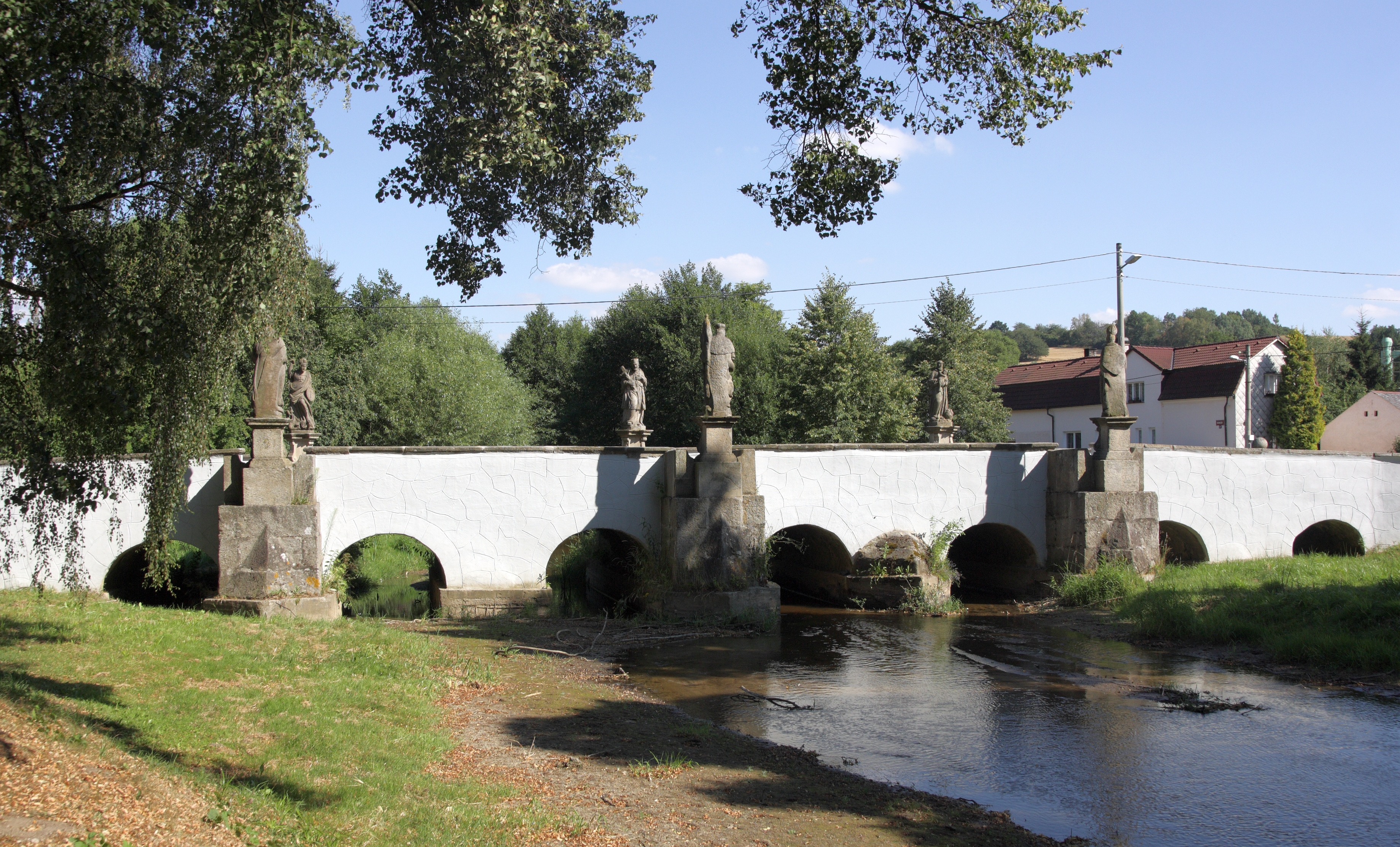
Pont et rivière Radbuza.

## Administration
La commune se compose de douze quartiers :
- Bělá nad Radbuzou
- Bystřice
- Čečín
- Černá Hora
- Doubravka
- Hleďsebe
- Karlova Huť
- Nový Dvůr
- Pleš
- Smolov
- Újezd Svatého Kříže
- Železná

## Transports
Par la route, Bělá nad Radbuzou se trouve à 28 km de Domažlice, à 64 km de Plzeň et à 161 km de Prague.

## Jumelages
- Eslarn (Allemagne)
- Hindelbank (Suisse)